# Sun Goes Down (chanson de Robin Schulz)
Pour les articles homonymes, voir Sun Goes Down.
Singles par Robin Schulz
Prayer in C
(2014) Headlights
(2015)
Sun Goes Down est une chanson du disc jockey allemand Robin Schulz en featuring avec Jasmine Thompson, sortie le 15 septembre 2014. 

## Liste des pistes
| 1. | Sun Goes Down (Radio Mix)          | 3:00 |
| 2. | Sun Goes Down (Extended Vocal Mix) | 5:52 |

## Classement et certifications

### Classement par pays
| Classement                                | Meilleure position |
| ----------------------------------------- | ------------------ |
| Allemagne (Media Control AG)              | 2                  |
| Australie (ARIA)                          | 7                  |
| Autriche (Ö3 Austria Top 40)              | 3                  |
| Belgique (Flandre Ultratop 50 Singles)    | 6                  |
| Belgique (Wallonie Ultratop 50 Singles)   | 8                  |
| Espagne (PROMUSICAE)                      | 8                  |
| Finlande (Suomen virallinen lista)        | 18                 |
| France (SNEP)                             | 15                 |
| Italie (FIMI)                             | 62                 |
| Royaume-Uni (The Official Charts Company) | 94                 |
| Suède (Sverigetopplistan)                 | 57                 |
| Suisse (Schweizer Hitparade)              | 3                  |

### Certifications
| Pays               | Certifications |
| ------------------ | -------------- |
| Australie (ARIA)   | Platine        |
| Autriche (IFPI)    | Or             |
| Italie (FIMI)      | Or             |
| Royaume-Uni (BPI)  | Argent         |
| Suisse (Hitparade) | Platine        |